# Antichloris bricenoi
Antichloris bricenoi är en fjärilsart som beskrevs av Rothschild 1912. Antichloris bricenoi ingår i släktet Antichloris och familjen björnspinnare. Inga underarter finns listade i Catalogue of Life.